# 馬刺し
馬刺し（ばさし）とは、馬の肉を薄く刺身状に切って生で食べる日本料理のことである。

## 概要
馬刺しには、大別して「トロ」や「霜降り」、「赤身」があり、また一頭あたりから採れる量が少ないので珍重される「タテガミ刺し」や「こうね（タテガミの脂）」のほか、匂いがほとんどない「レバ刺し」や「タン刺し」などもある。「トロ」と呼ばれる部分は、バラ肉の極上部位であり、赤身に霜がふっている部分を「霜降り」と呼ぶ。また、馬の肩からアバラにかけて広がる3層肉は「ふたえご」と呼ばれ、コリコリとした食感がある。流通は、冷蔵のほか、食中毒防止などの観点から冷凍でも行われている。
馬刺しは、おろしショウガやおろしニンニク、刻みネギなどを薬味に醤油につけて食べるのが一般的である。福島県会津地方では薬味ににんにく辛子味噌を使って食べるのが普及している。
また、馬刺しや炙った馬刺しをのせた寿司としても親しまれ、回転寿司などでも見かけるようになった。牛と異なり馬肉の油脂の融点は低く、口内の温度でも十分溶けるため、霜降り肉でも刺身で美味しく食べられる。ほかに小さく刻んだ馬肉を少しの醤油と納豆とあわせて食べる桜納豆がある。赤身肉に人工で「さし」を入れて霜降り肉とした肉も流通している。

### 郷土料理
日本国内で馬肉を生で食べる習慣は熊本県、長野県、山梨県、福島県、静岡県などに存在している。馬肉食の習慣のある地域は古来から馬の名産地であり、馬の生産と直結した文化が根付いていたと考えられる。このうち熊本県産は、馬の生産頭数は少ないが屠畜後の馬肉生産量の4割を占めており日本一の産地となっている。これに福島県、青森県が続いており、熊本県および青森県では農耕馬である重種、福島県ではサラブレッドなどの軽種が飼育されている。なお、現在の日本で流通している馬刺し用肉の多くは輸入物、あるいは生体を輸入して国内肥育したものであり、純国産はわずかである。

### 生食用加工施設
1998年9月11日に出された厚生省（当時）からの通知「生食用食肉等の安全性確保について」（最終改正:2016年1月29日）により、その生食用食肉の衛生基準に適合していると畜場から生食が認められた馬刺しが出荷されている。2019年生食用レバーの取り扱い実績は4か所のみである。
1. 青森県 ATO食肉センター
2. 福岡県 県南食肉センター
3. 熊本県 熊本中央食肉センター
4. 熊本県 千興ファーム食肉センター

これらの工場は、衛生管理の国際基準を満たしている。

## 加熱用生食と住肉胞子虫による食中毒

### 加熱用の生食
衛生基準に適合した「生食用加工施設」で処理された加工品であれば細菌による食中毒の心配はないが、食肉処理過程で細菌汚染される可能性がある。また「加熱用」の馬肉を「生食用」として偽造販売する事件が発生している。

### 住肉胞子虫
住肉胞子虫（Sarcocystis fayeri）に感染した馬の馬刺しによる食中毒の可能性が示唆されており、2011年4月25日、厚生労働省薬事・食品衛生審議会食品衛生分科会食中毒・乳肉水産食品合同部会において報告された。2011年８月23日に「S. fayeri の検査法（暫定法）」が通知されている。

#### 予防策
厚生労働省によると中心温度マイナス20度では48時間以上の冷凍を行う事によってこれらのリスクは低減するとしている。詳細には-20℃（中心温度）で48時間以上、-30℃（同）で36時間以上、-40℃（同）で18時間以上、急速冷凍装置を用いた場合は-30℃（同）で18時間以上を保持、液体窒素に浸す場合は1時間以上保持すること。
熊本県では、2011年5月に県内に所在する馬肉畜場で県および市職員が大腸菌やサルモネラ菌などの病原菌が無いかを確認した上で出荷している事を公表しているが、同年9月には熊本市の食肉処理業者よりカナダ産馬のウデ肉を冷凍処理せず販売したケースで、これを馬刺しで食べた者の一人が食中毒となった。